# Ян Кноте
Ян Кноте (пол. Jan Knothe; 18 лютого 1912, Вінниця — 19 грудня 1977, Варшава, Польща) — польський архітектор, графік, письменник, поет і дипломат у Сирії та Бельгії.

## Життєпис
Випускник Гімназії ім. Владислава IV у Варшаві. Навчався на архітектурному факультеті Варшавського політехнічного університету.
Будучи в'язнем Офлагу IIC (Добегнєв), Кноте брав участь у культурному житті табору. Він створив серію віршів про Варшаву, склав віршовані переклади «Рамаяна» (загубленої під час евакуації табору) та «Магабгарата» з ілюстраціями, написав поему «Казка про хороброго моряка Яна з Кольна» разом зі Станіславом Міхальським створив гравюри на дереві, екслібриси та табірні марки.
Як архітектор, він був членом Управління реконструкції столиці і був співавтором багатьох важливих проектів у повоєнній Варшаві:
- Східно-західний шлях (WZ) (1946—1949) з Генріком Стамателло, Юзефом Сігаліном, Станіславом Янковським, Зигмунтом Степінським
- Маршалковський житловий район (MDM) (1949—1952) зі Станіславом Янковським, Юзефом Сігаліном, Зигмунтом Степінським
- Будинок Міністерства сільського господарства (1951—1955) з Єжи Грабовським та Станіславом Янковським.

Кноте був лауреатом майже всіх конкурсів тих років: співавтор конкурсу на Пам'ятник-мавзолей Перемоги, Площу Маршала Юзефа Пілсудського, Міністерство промисловості, штаб-квартиру Сполом і PZUW, аеропорт Окенце (проект від 1947 р.), реконструкція Костелу св. Олекандра у Варшаві, універмаг, Міністерство сільського господарства. Тричі був нагороджений Державною художньою премією 1 ступеня.
У спільноті архітекторів Кноте прославився насамперед як чудовий художник-графік, який зміг презентувати кожен проект у привабливій формі. Він ілюстрував, альбом «Шестирічний план відбудови Варшави» (вид. Книга та знання, 1950). Ноте також був асистентом кафедри малювання на архітектурному факультеті Варшавського політехнічного університету, який очолював проф. Зигмунт Камінський. Створив свій власний графічний стиль, поєднуючи щільне штрихування чорнила з роями крапок.
Кноте залишив після себе кілька тисяч малюнків. Як художник-графік він ілюстрував багато книг, в тому числі том віршів Костанти Ільдефонса Галчинського (вид. Друкарня, 1946).
Розробив обкладинки для: Божий скупець (пол. Skąpca Bożego, вид. Niepokalanowa), двох томів Окупанти (пол. Najeźdźców, вид. Книжкове видавництво Маршалковської 34) та Могутній (пол. Mocarza) Яна Добрачинського (вид. Niepokalanów), двічі до Саги про Ярла Броніша Владислава Яна Грабського (вид. Великопольська видавнича книгарня Познаня та вид. III видавництво Pallottinum Poznań) з 50 ілюстраціями.
Кноте є автором плаката для документального фільму «Варшава» 1952 року.
Помер Ян Кноте 19 грудня 1977 р. у Варшаві, похований на Військовому кладовищі Повонзькому (ділянка II С 11-4-11).

## Публікації та незавершені роботи
Написав та проілюстрував книги:
- А ось Варшава (Іскри /пол.Iskry, 1956) — про Варшаву (157 ілюстрацій),
- Про Базиліку Пафнуціма (Наша книгарня / пол. Nasza Księgarnia,1959) — казки у віршах (для дітей та підлітків),
- Поблизу Дамаска (Іскри, 1961) — про Сирію,
- Мистецтво будівництва (Наша книгарня / Nasza Księgarnia, 1968) — про історію архітектури (800 ілюстрацій),
- З жаб'ячої перспективи (Наша книгарня / Nasza Księgarnia, 1977, 1985) — про архітектуру.

Залишив незавершеним:
- машинопис книги «Якби я був Фогелем» — 430 сторінок,
- проект книги «Чи мав Казимир Великий водійські права?» — книгу про історію доріг.

У історико-культурному щомісячнику «Skarpie Warszawskiej» публікував вірші («Театральна площа» пол. Plac Teatralny — «Лазні» пол. Łazienki) і протягом 30 років статті, фейлетони та ілюстрації, пов'язані з Варшавою у «Столиці» (часопис), «Проблемах», «Польщі».

## Відзнаки
- Лицарський хрест Орден Відродження Польщі (1949)[2]
- Орден «Прапор праці», 2 ступеня (1952)[3]